# یواس‌اس گاف (دی‌دی-۲۴۷)
یواس‌اس گاف (دی‌دی-۲۴۷) (به انگلیسی: USS Goff (DD-247)) یک کشتی بود که طول آن ۹۵٫۸۱ متر (۳۱۴٫۳ فوت) بود. این کشتی در سال ۱۹۲۰ ساخته شد.